# روي هندري تومسون
روي هندري تومسون (بالإنجليزية: Roy Hendry Thomson)‏ هو سياسي بريطاني، ولد في 27 أغسطس 1932 بأبردين في المملكة المتحدة، وتوفي في 29 نوفمبر 2009. حزبياً، نشط في الديمقراطيون الليبراليون.